# Plectrohyla acanthodes
A Plectrohyla acanthodes a kétéltűek (Amphibia) osztályának békák (Anura) rendjébe és a levelibéka-félék (Hylidae) családjába tartozó faj.

## Előfordulása
A faj Guatemalában és Mexikóban él. Természetes élőhelye a szubtrópusi vagy trópusi nedves hegyvidéki erdők és folyók. A fajt élőhelyének elvesztése fenyegeti.